# Pietro Grasso
Pour les articles homonymes, voir Grasso.
Pietro Grasso, né le 23 décembre 1944 à Licata, est un magistrat et homme d'État italien, membre du Parti démocrate (PD) entre 2013 et 2017 et président du Sénat de la République de 2013 à 2018.
Il commence sa carrière de magistrat en Sicile, où il participe à la lutte contre la mafia. En 1999, il est nommé procureur de Palerme avant de devenir procureur national antimafia six ans plus tard. En 2013, il est élu sénateur sous les couleurs du PD puis est proposé comme candidat du centre gauche à la présidence de la haute assemblée qu'il dispute avec succès au sortant Renato Schifani.
Le 14 janvier 2015, il devient président de la République italienne par intérim après la démission de Giorgio Napolitano. Il assume cette fonction jusqu'à l'accession de Sergio Mattarella à la plus haute charge de l'État, quelques jours plus tard.
En 2017, il quitte le PD pour conduire une coalition de gauche appelée Libres et égaux (LeU), dans la perspective des élections générales de l'année suivante. Malgré le faible résultat obtenu par LeU, il est réélu sénateur tout en perdant la présidence du Sénat. 
Il quitte la vie politique cinq ans plus tard, au terme de son mandat de sénateur.

## Carrière professionnelle

### Débuts dans la magistrature
Bien qu'ayant vu jour le 23 décembre 1944 à Licata, dans la province d'Agrigente, il est déclaré né le 1er janvier 1945 parce que sa grand-mère ne souhaitait pas le voir incorporé trop tôt dans l'armée si la guerre devait encore durer. Il passe son enfance à Palerme, où s'étaient établis ses parents.
Il entre dans la magistrature en 1969, comme juge (pretore) à Barrafranca, dans la province d'Enna. L'an suivant, en 1970, il épouse Maria Fedele, qui lui donne un fils, prénommé Maurilio. Muté en 1972 au tribunal de Palerme, il y exerce les fonctions de substitut du procureur de la République et s'occupe plus spécialement des affaires liées aux administrations publiques et au crime organisé.
En 1980, il prend en charge l'enquête préliminaire concernant l'assassinat de Piersanti Mattarella, président de la Région Sicile.

### Figure de la lutte contre la mafia
Nommé juge assesseur à l'occasion du procès (Maxiproceso) des membres du clan mafieux Cosa Nostra, au cours duquel sont jugés 475 accusés, Grasso rend le jugement imposé au clan, infligeant dix-neuf condamnations à la prison à vie.
Nommé conseiller chargé des affaires pénales au ministère de la Justice en 1991, Pietro Grasso rencontre Giovanni Falcone, un confrère lui-même impliqué dans la lutte contre la mafia. Il entre au tribunal de Palerme, au sein duquel il dirige les services consacrés aux crimes organisés.
Nommé procureur de Palerme en août 1999, Grasso se forge une réputation d'homme de fer, ayant fait arrêter 1 779 personnes et condamner 13 criminels mafieux, considérés comme étant des plus dangereux du pays.
Le 11 octobre 2005, Pietro Grasso est nommé procureur national antimafia (Procuratore nazionale antimafia), remplaçant ainsi Pier Luigi Vigna, celui-ci ayant atteint l'âge de la retraite. Le Conseil supérieur de la magistrature (CSM) approuve sa nomination. Durant son mandat, il parvient, en avril 2006, à faire arrêter le criminel mafieux Bernardo Provenzano, à Corleone, et ce grâce à l'appui de Renato Cortese, commissaire de police de Palerme. Fort d'un riche bilan, le CSM décide de renouveler son mandat, à l'unanimité, en mai 2010.
En septembre 2012, il présente, sur la RAI Storia, l'émission Lezioni di Mafia, un programme de douze épisodes portant sur l'histoire du crime organisé. Au mois de décembre suivant, Pietro Grasso demande la suspension de ses fonctions professionnelles, afin de présenter sa candidature aux élections générales des 24 et 25 février 2013. Il est alors investi tête de liste du Parti démocrate (PD) pour le scrutin sénatorial dans le Latium.

## Engagement politique

### Président du Sénat

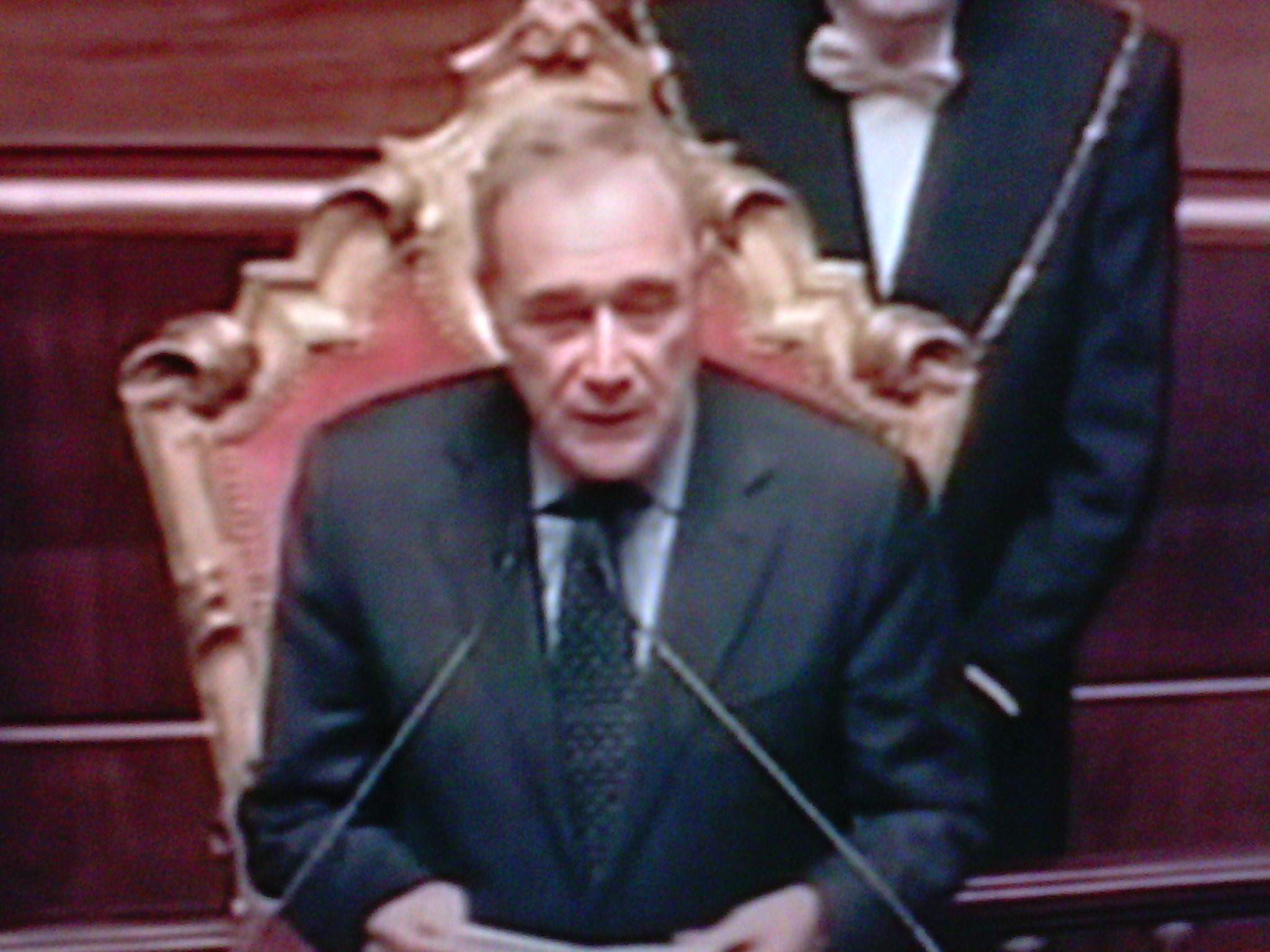
Pietro Grasso prenant la parole après son élection à la présidence du Sénat, le 16 mars 2013.

Élu sénateur du Latium, il est proposé le 16 mars 2013 comme candidat à la présidence du Sénat par le secrétaire du PD, Pier Luigi Bersani. Validée par la coalition Italie. Bien commun, la désignation de Grasso n'en constitue pas moins une surprise puisque la présidente sortante du groupe démocrate Anna Finocchiaro était initialement pressentie comme candidate du centre gauche pour la deuxième charge de l'État.
Au lendemain de l'ouverture de la XVIIe législature, après deux tours infructueux, Pietro Grasso recueille 120 voix contre 111 pour le président sortant de la haute assemblée Renato Schifani, du Peuple de la Liberté, et 52 pour le candidat du Mouvement 5 étoiles (M5S), Luis Alberto Orellana. Bénéficiant du retrait de ce dernier, Grasso est proclamé président du Sénat après avoir remporté 137 suffrages sur 313 votants contre 117 à Schifani. Sa victoire à l'issue du quatrième tour est partiellement due au soutien de quelques sénateurs du M5S qui ont désobéi à la consigne du vote blanc donnée par leur parti.
C'est alors la première fois depuis 1994 que le président de la chambre haute est élu grâce à la majorité simple, sans avoir obtenu un nombre de suffrages égal ou supérieur à la majorité absolue des membres de l'assemblée.
Le 5 février 2014, à la demande de son président, le Sénat se constitue partie civile en prévision d'un procès de Silvio Berlusconi pour corruption. Pietro Grasso considère que cette action relève d'un « devoir moral » alors que l'ancien président du Conseil est à ce moment-là soupçonné d'avoir payé un sénateur pour faire tomber le gouvernement de Romano Prodi lors d'un vote de confiance six ans plus tôt. Une commission sénatoriale s'était pourtant prononcée contre toute intervention de l'assemblée dans ce procès,,.
En 2014, le nouveau président du Conseil Matteo Renzi s'engage à réformer profondément le Sénat pour en faire une chambre des régions désignée par un collège de grands électeurs. À ce sujet, Grasso fait part de ses réserves en fustigeant la possibilité d'une dérive « autocratique » découlant de ce projet de révision constitutionnelle malgré le soutien de l'opinion publique à l'ambition réformatrice du chef du gouvernement. 
En décembre 2016, après le rejet de cette révision constitutionnelle lors d'un référendum, il fait partie des personnalités pressenties pour la succession de Matteo Renzi à la présidence du Conseil des ministres,.
Le 26 octobre 2017, Grasso quitte le PD pour manifester son désaccord après l'adoption d'une nouvelle loi électorale baptisée Rosatellum bis, tandis que ses relations avec le secrétaire du PD Matteo Renzi se tendent de plus en plus à l'approche des élections générales prévues pour l'année suivante. Le président du Sénat termine ainsi la législature parmi les membres du groupe mixte.

### Président de la République par intérim

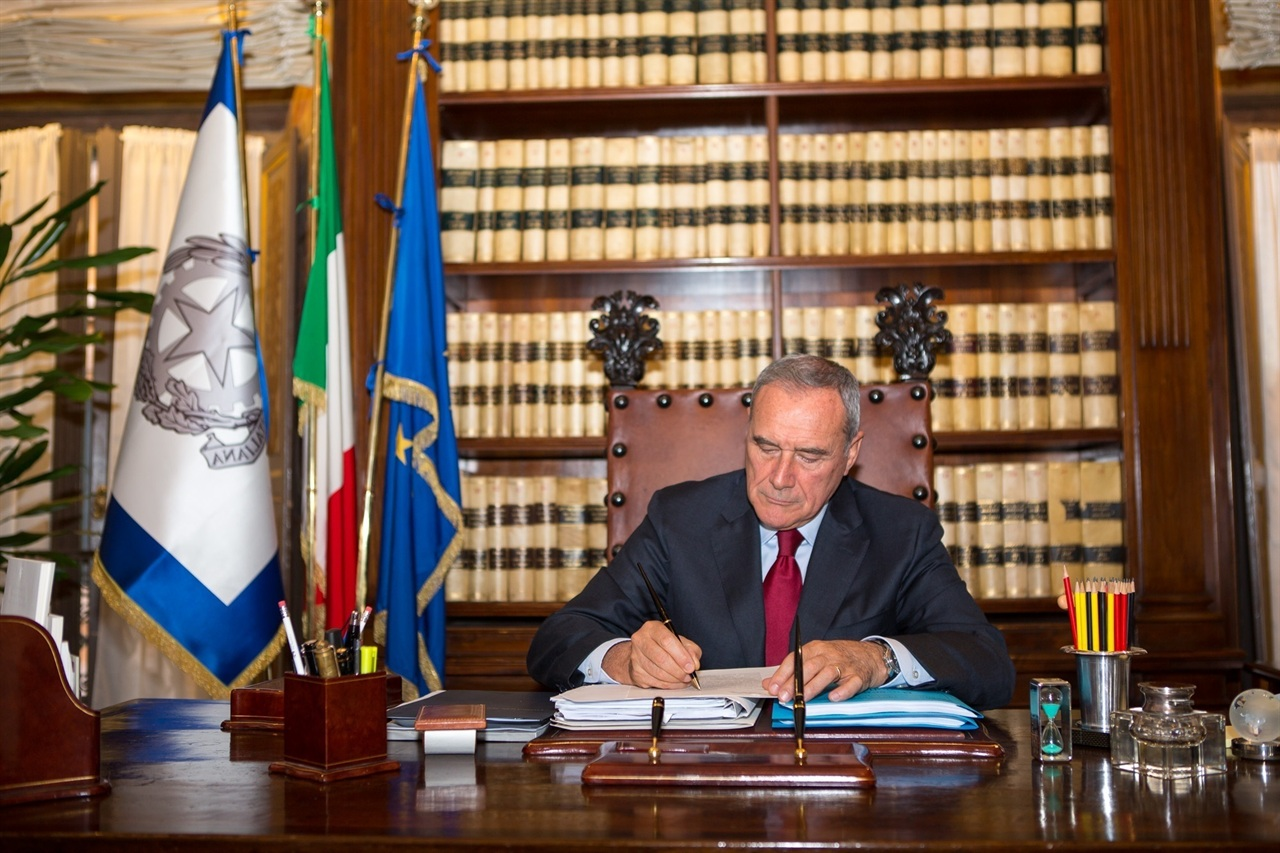
Pietro Grasso durant la première journée de son intérim.

Le 14 janvier 2015, après la démission de Giorgio Napolitano qui souhaitait quitter ses fonctions compte tenu de son âge avancé, Pietro Grasso devient président de la République italienne par intérim conformément à la Constitution. Il est alors provisoirement remplacé par sa première vice-présidente Valeria Fedeli à la direction des travaux de la chambre haute. 
En tant que chef de l'État par intérim, il représente l'Italie lors de la cérémonie marquant le 70e anniversaire de la libération du camp d'Auschwitz-Birkenau en Pologne, le 27 janvier suivant.
Le 31 janvier 2015, le juge constitutionnel Sergio Mattarella est élu président de la République italienne au quatrième tour de scrutin par 665 suffrages sur 995 votants. L'intérim de Pietro Grasso prend fin lorsque le successeur élu de Giorgio Napolitano prête serment devant les assemblées réunies le 3 février suivant.

### Chef de la gauche frondeuse
Le 3 décembre 2017, après avoir quitté le PD, Pietro Grasso prend la tête de la coalition Libres et égaux (Liberi e Uguali). Conçu pour les élections générales de 2018, ce cartel rassemble en son sein les partis Gauche italienne, Article 1er et Possible. 
Le candidat proposé par cette alliance à la présidence du Conseil est Pietro Grasso, que le quotidien français Le Monde présente comme le « chef de file » de la « fronde parlementaire » de gauche. Dans un programme d'inspiration progressiste, LeU suggère un plan de relance écologique et des fonds prioritaires pour la recherche et l'éducation ainsi que l'instauration du mariage et du droit à l'adoption pour les couples de même sexe.
À l'issue du scrutin du 4 mars 2018, la coalition emmenée par Grasso ne recueille qu'un peu plus de 3 % des voix. Si ce résultat médiocre permet à LeU de remporter une dizaine de sièges à la Chambre des députés, Grasso conserve avec peine son siège de sénateur en étant élu dans sa région natale de Sicile. La sénatrice libéral-conservatrice Elisabetta Casellati lui succède au perchoir du Sénat le 24 mars suivant. Ne pouvant former son propre groupe parlementaire, Grasso décide de rester membre du groupe mixte de la chambre haute.
Il ne sollicite pas un troisième mandat de sénateur lors des élections générales du 25 septembre 2022.